# 李振声 (少将)
李振声（1919年—1974年），男，湖南茶陵人，中国人民解放军将领、中国人民解放军开国少将，曾任中国人民解放军广州军区空军干部部第二部长。

## 生平
1955年，授予中国人民解放军少将。